# Голубкина, Анна Семёновна
Анна Семёновна Голубкина (16 [28] января 1864, Зарайск — 7 сентября 1927, там же) — русский скульптор.

## Биография
Анна Семёновна родилась в городе Зарайске Рязанской губернии (ныне Московская область) в довольно зажиточной мещанской староверческой семье, занимавшей огородничеством (выращиванием овощей на продажу). В двадцать пять лет уехала учиться в Москву, поступила в Классы изящных искусств архитектора Анатолия Гунста (1889–1890), где её способности заметил известный скульптор и педагог Сергей Волнухин.

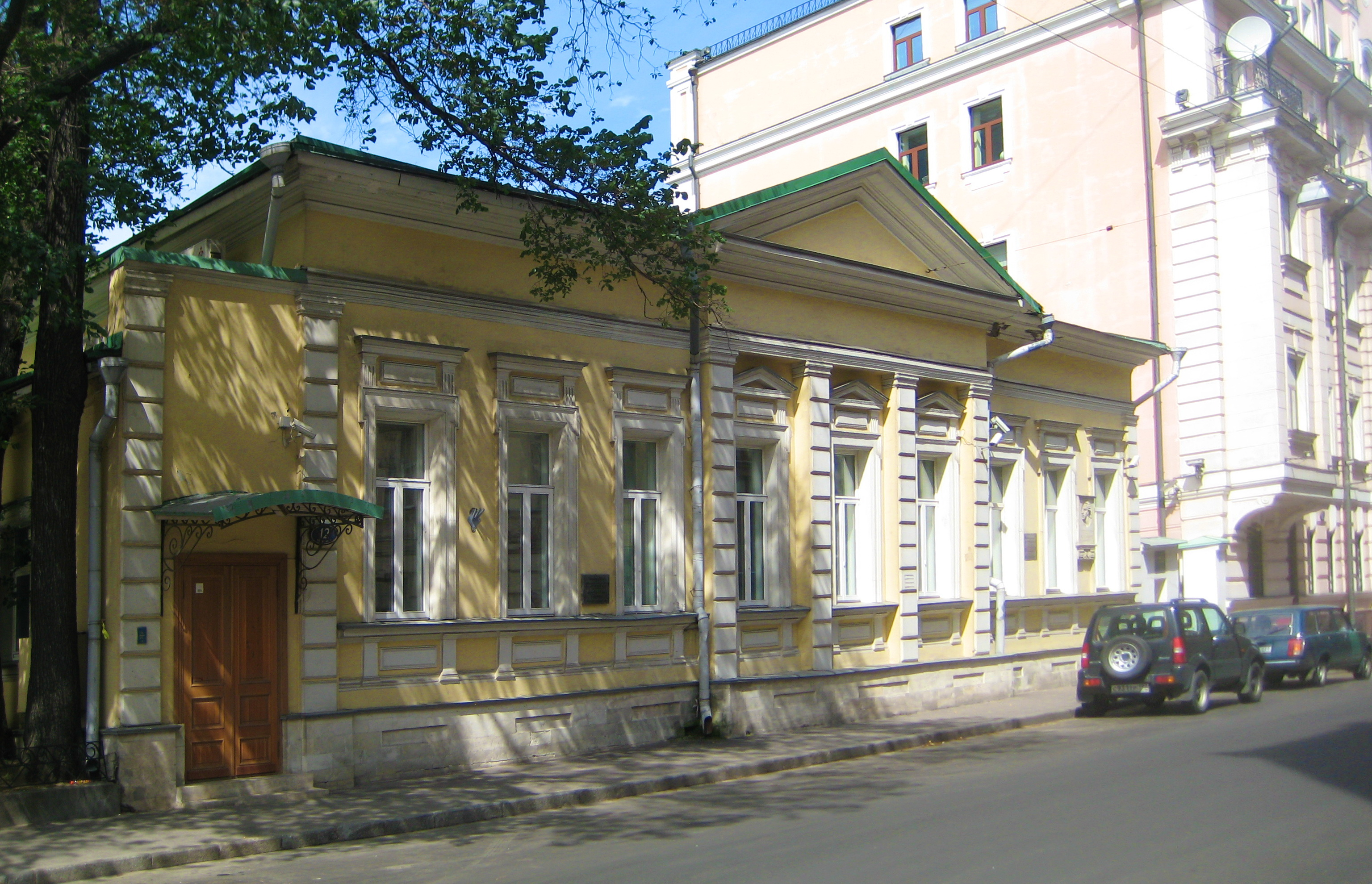
Музей-мастерская А. С. Голубкиной в Москве.

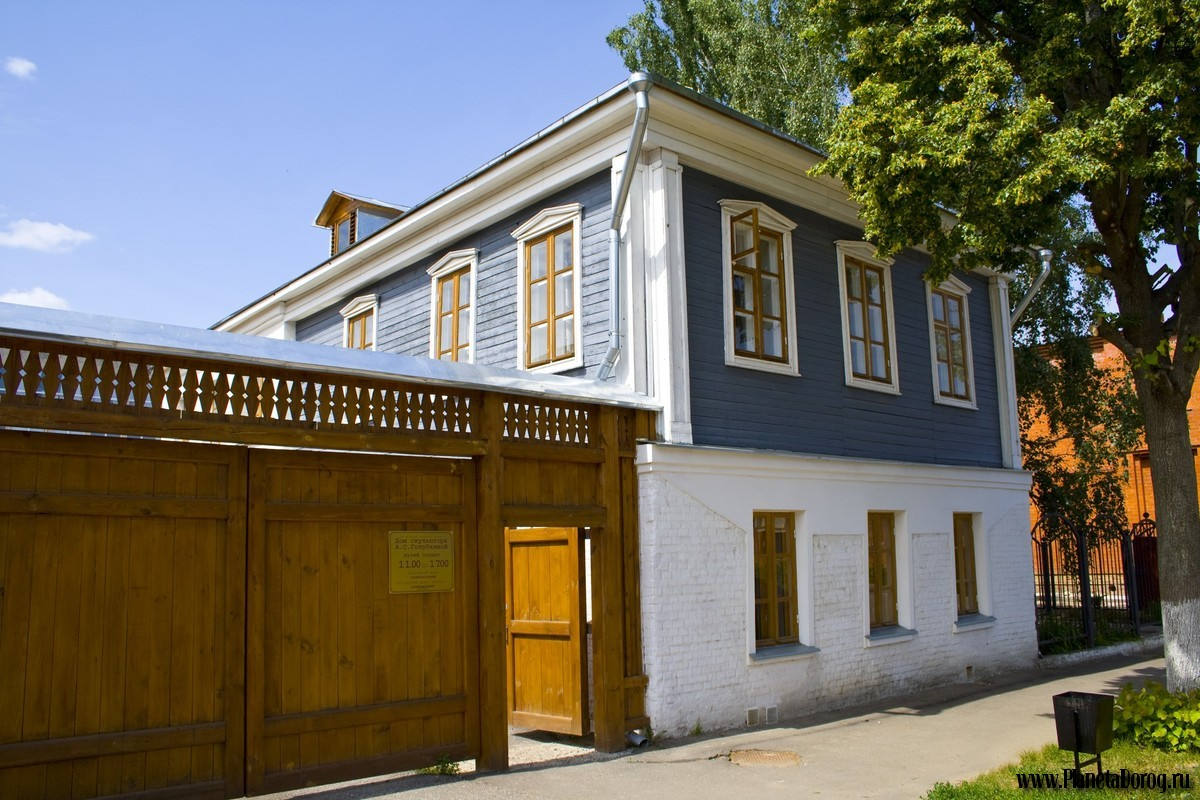
Дом-музей Голубкиной в Зарайске.

После этого Голубкина несколько лет училась в Московском училище живописи, ваяния и зодчества в мастерской скульптора С. И. Иванова. В 1894 году обучалась в Высшем художественном училище при Академии художеств в Санкт-Петербурге (класс В. А. Беклемишева).
Начиная с 1895 года, Анна Голубкина, для продолжения художественного образования, трижды подолгу жила в Париже. Посещала занятия Академии Коларосси. Работала в собственной мастерской. Изучала технологию обработки мрамора. Побывала и в Лондоне, посетила лондонские музеи. С 1897 года пользовалась консультациями французского скульптора Огюста Родена. В эти годы были созданы такие её произведения, как «Старость» и  «Портрет биолога Эдуара Жерара Бальбиани». На Весеннем Парижском салоне в 1899 году Голубкина была удостоена бронзовой медали Салона за скульптуру «Старость».
В 1899 году вернулась в Москву. В 1902—1903 годах выполнила горельеф «Пловец»  («Море житейское») над входом в Московский Художественный театр. С 1910 года живёт и работает в своей мастерской в Большом Лёвшинском переулке, дом 12 (ныне по этому адресу — Музей-мастерская А. С. Голубкиной (ММГ), отдел Государственной Третьяковской галереи). 
Преподавала в Московском коммерческом училище (1904—1906), на Пречистенских рабочих курсах (1913—1916) и во ВХУТЕМАСе (1918—1922). В 1914—1915 годах в недавно открытом Музее Изобразительных искусств им. Александра III (ныне ГМИИ им. А. С. Пушкина) прошла персональная выставка Анны Голубкиной.
Анна Голубкина — автор книги «Несколько слов о ремесле скульптора» (1923 год).
Скульптурные произведения Анны Семеновны Голубкиной находятся в крупнейших музейных собраниях (Третьяковская галерея, Русский Музей, Музей Орсе и другие). Наряду с творчеством С. Т. Коненкова, А. Т. Матвеева, С. Д. Эрьзи, В. И. Мухиной — искусство Голубкиной определило значение отечественной скульптуры первой трети XX века.

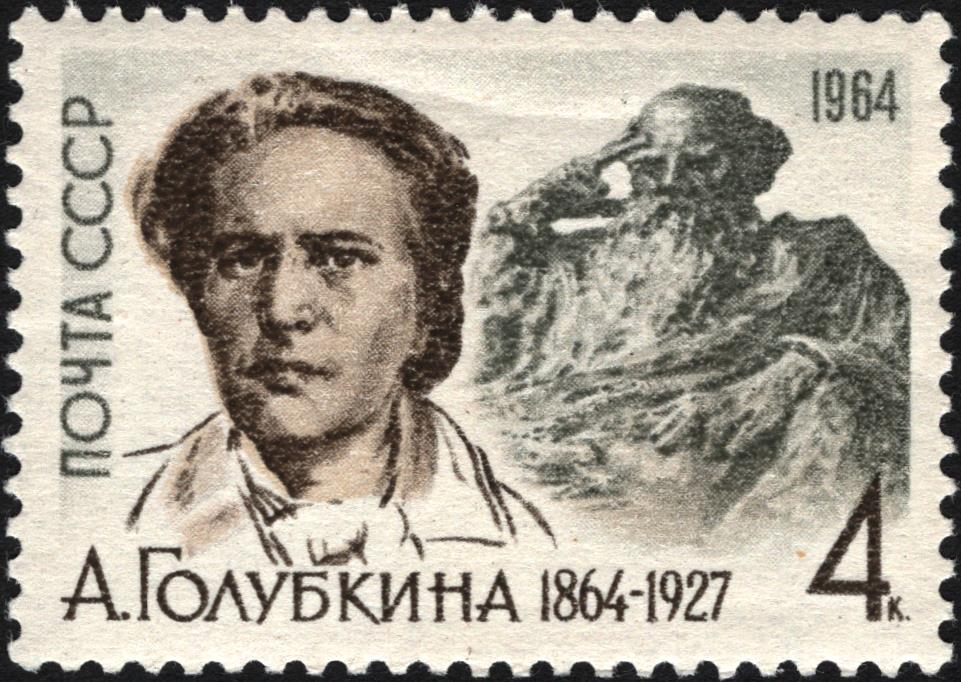
Голубкина со скульптурой Л. Н. Толстого. Почтовая марка СССР 1964 года

В число известных произведений, созданных скульптором в разные годы, входят портреты Л. Н. Толстого, А. Н. Толстого, А. М. Ремизова, Вяч. Иванова, Андрея Белого, философа В. Ф. Эрна и других.

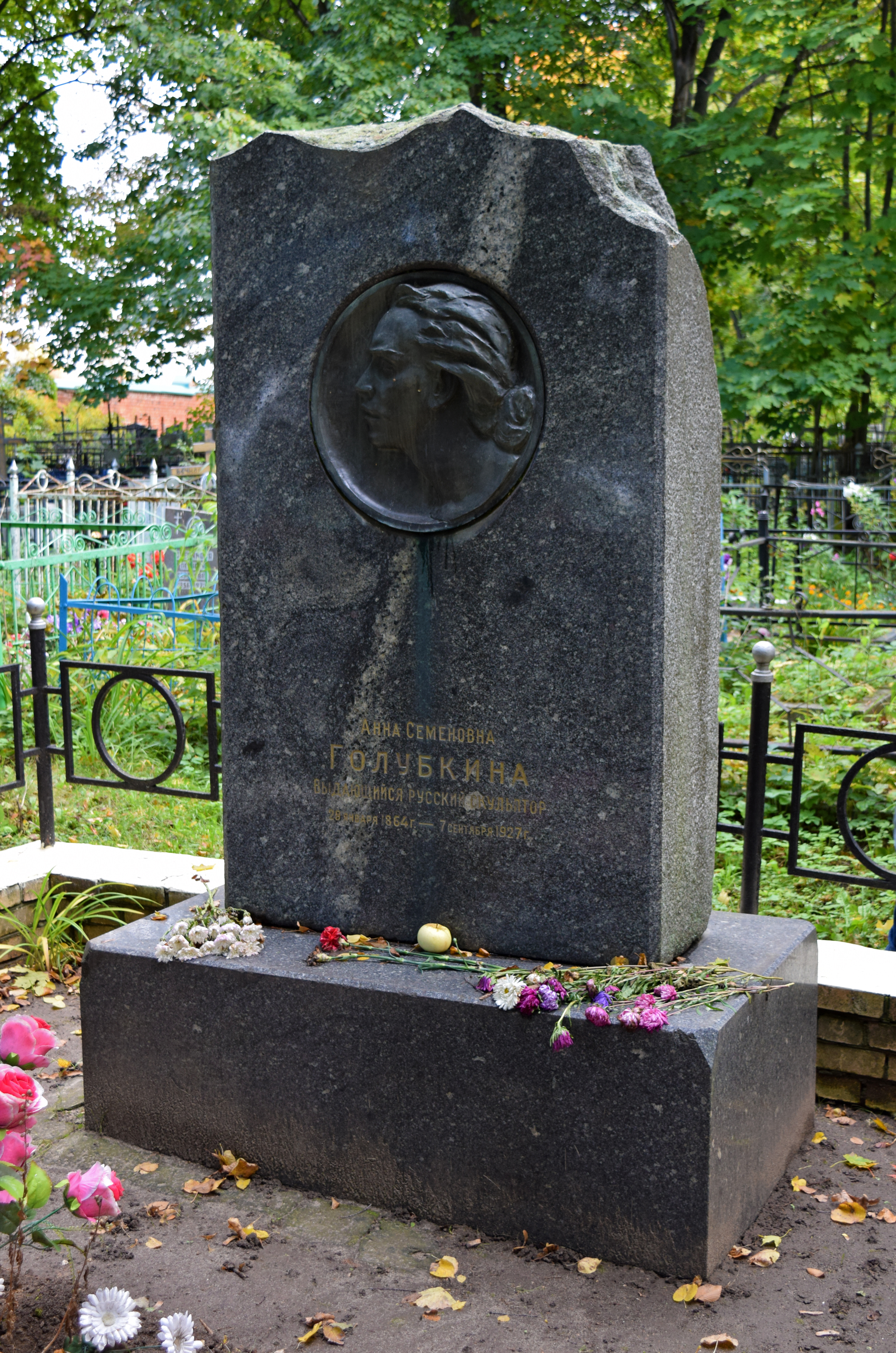
Могила А. С. Голубкиной в Зарайске

Умерла в Зарайске, где и была похоронена на городском кладбище (могила сохранилась).
Сейчас в Зарайске находится музей Голубкиной, открытый в её родном доме. В 1999 году во дворе музея установлен памятник Голубкиной работы Ю. Ф. Иванова.
В честь Анны Голубкиной назван кратер на Венере и корабль «Скульптор Голубкина» (ролкер проекта В-481, созданный в Польской народной республике) и входивший в состав флота Черноморского морского пароходства во времена СССР.

## Галерея

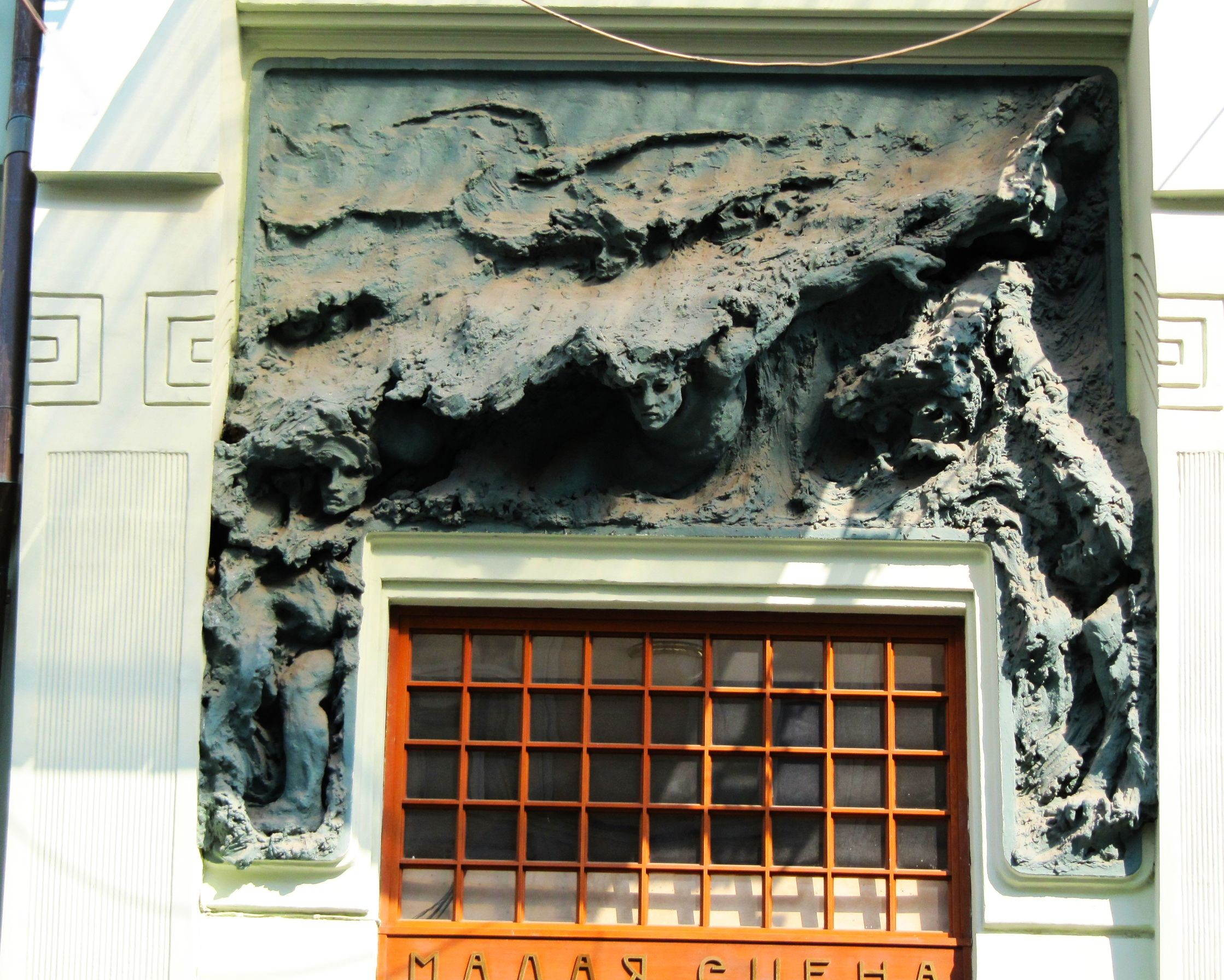
Горельеф «Пловец» («Море житейское»). 1903 год. Гипс тонированный. Над входом в МХТ в Камергерском переулке.
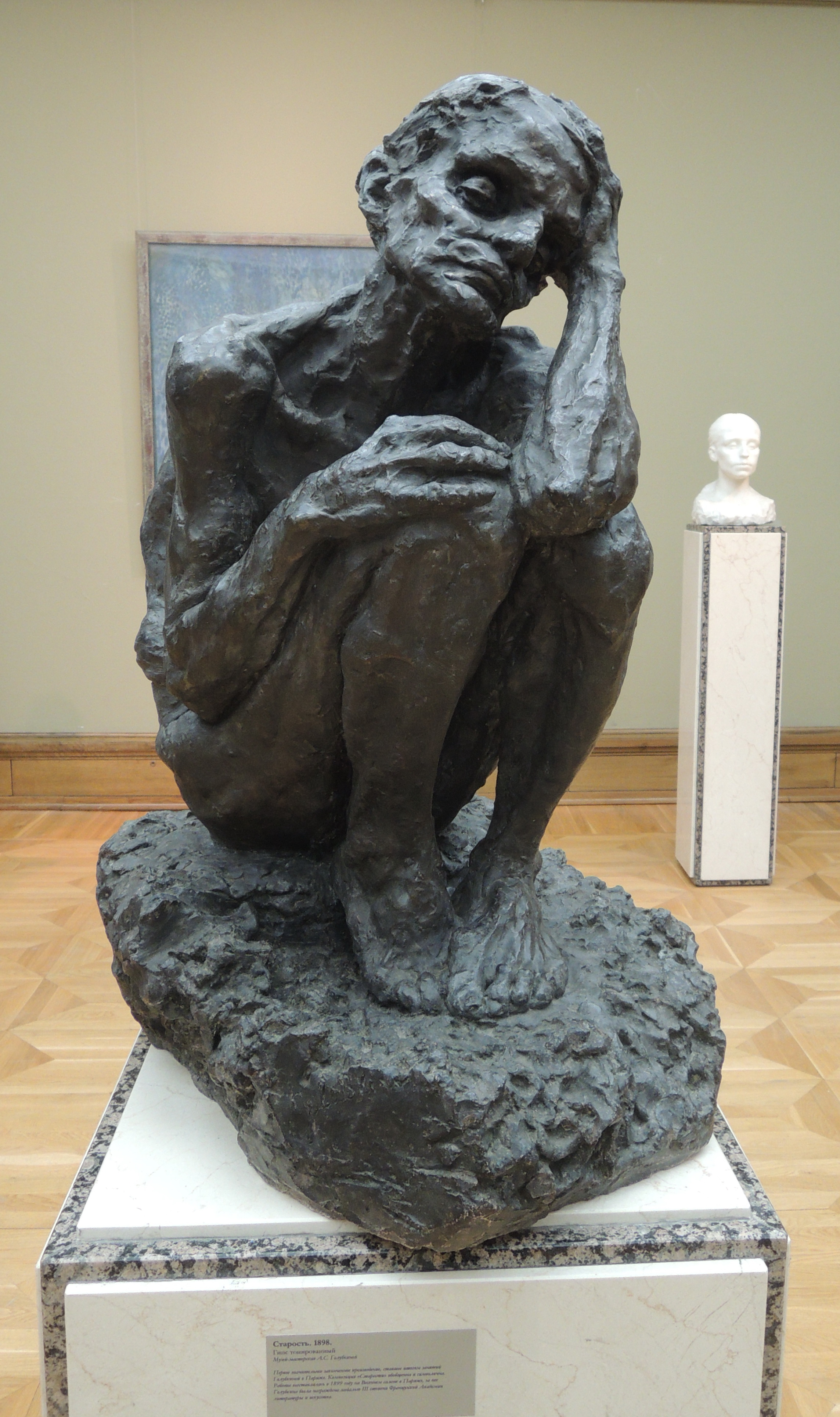
Старость, 1898
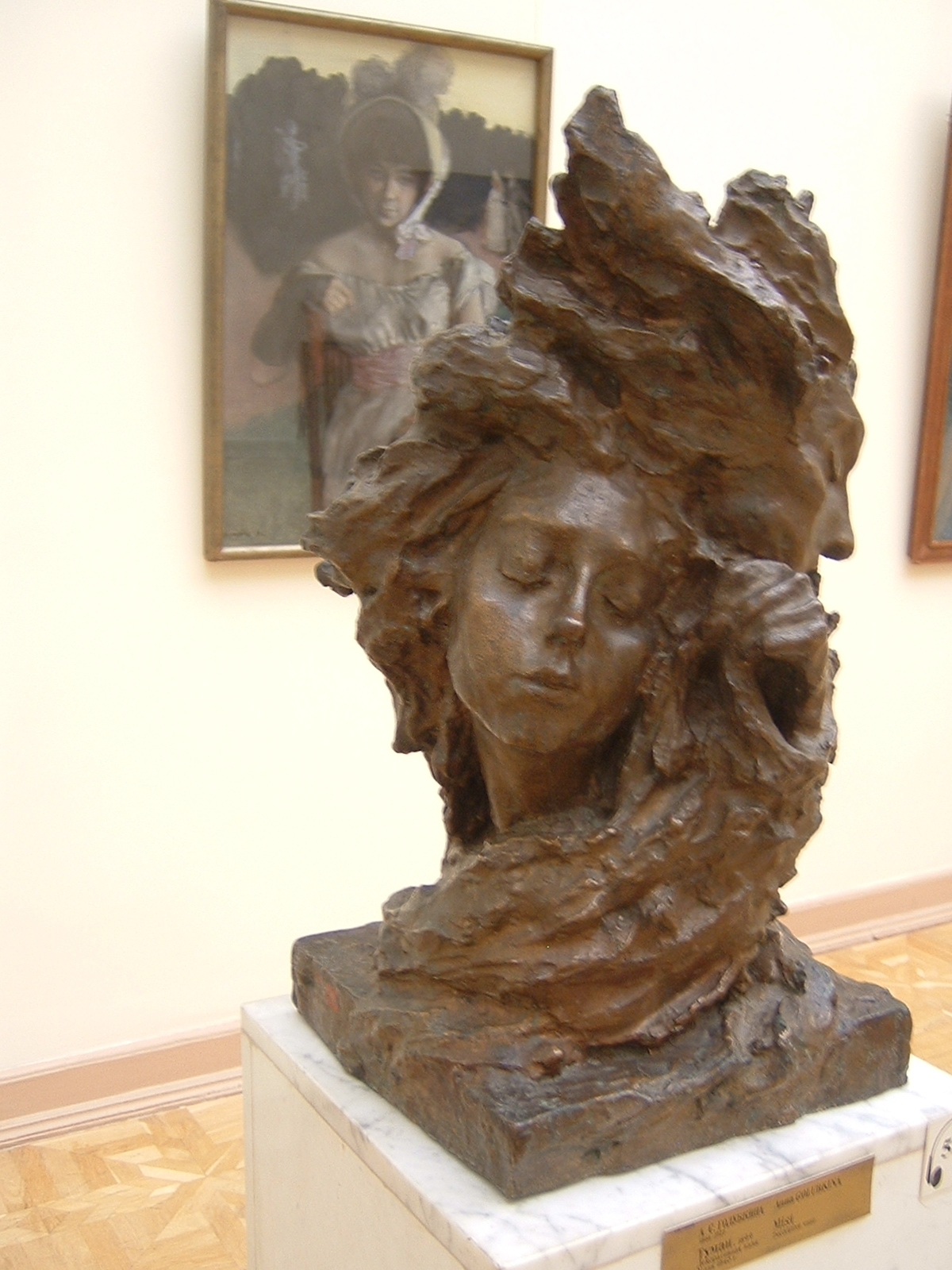
Ваза «Туман», 1899 (отливка 1940 года).
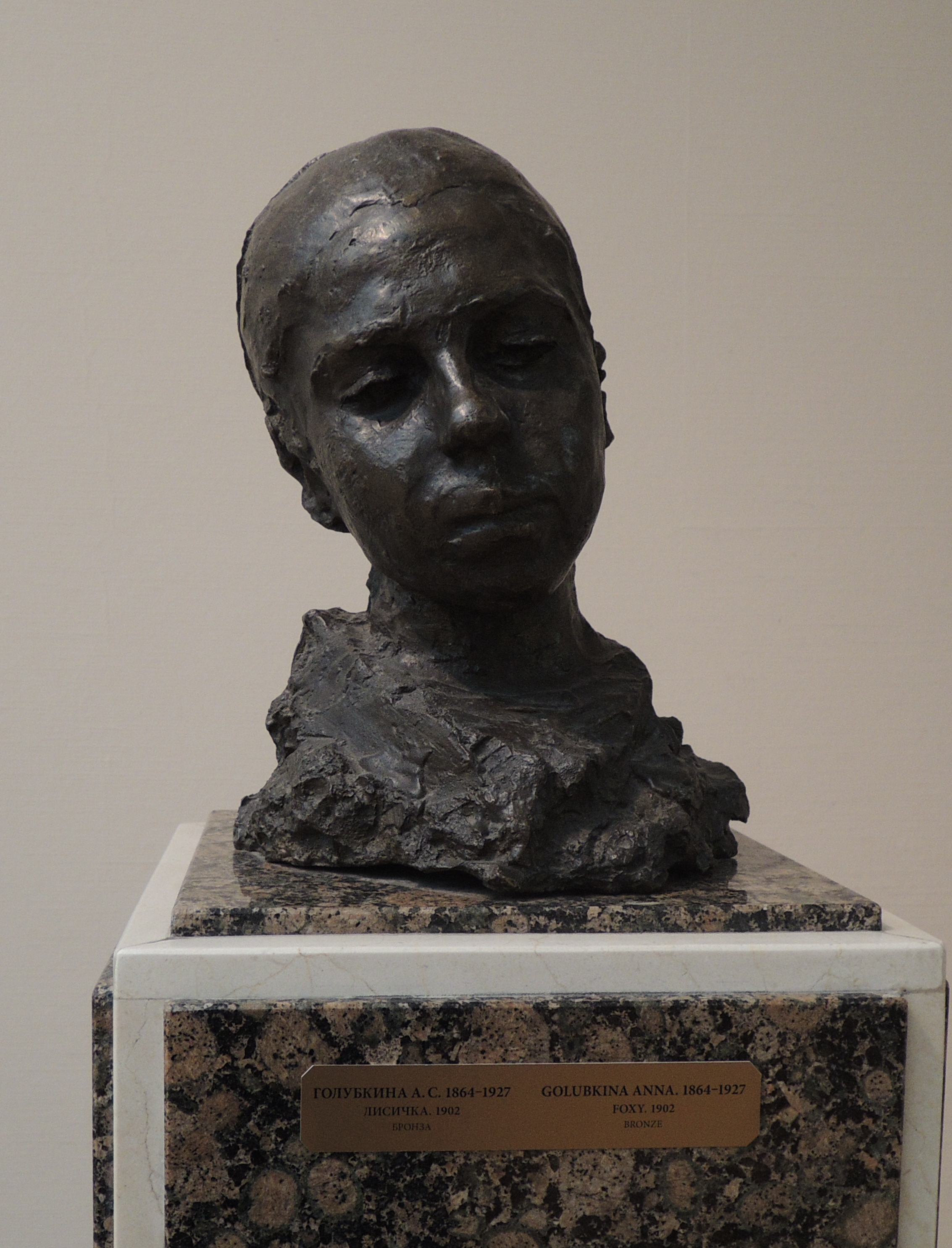
Лисичка, 1902
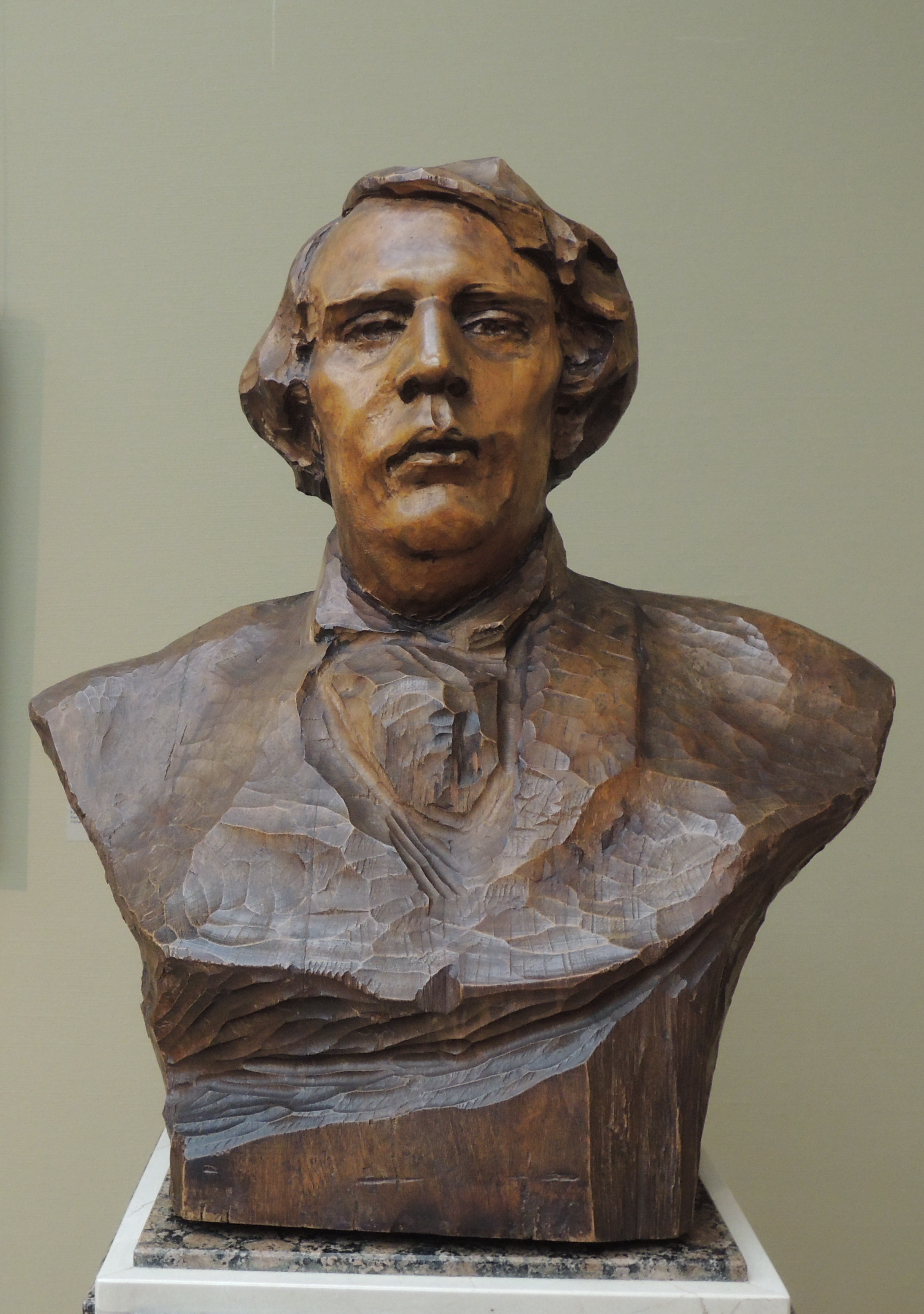
Портрет А. Н. Толстого, 1911
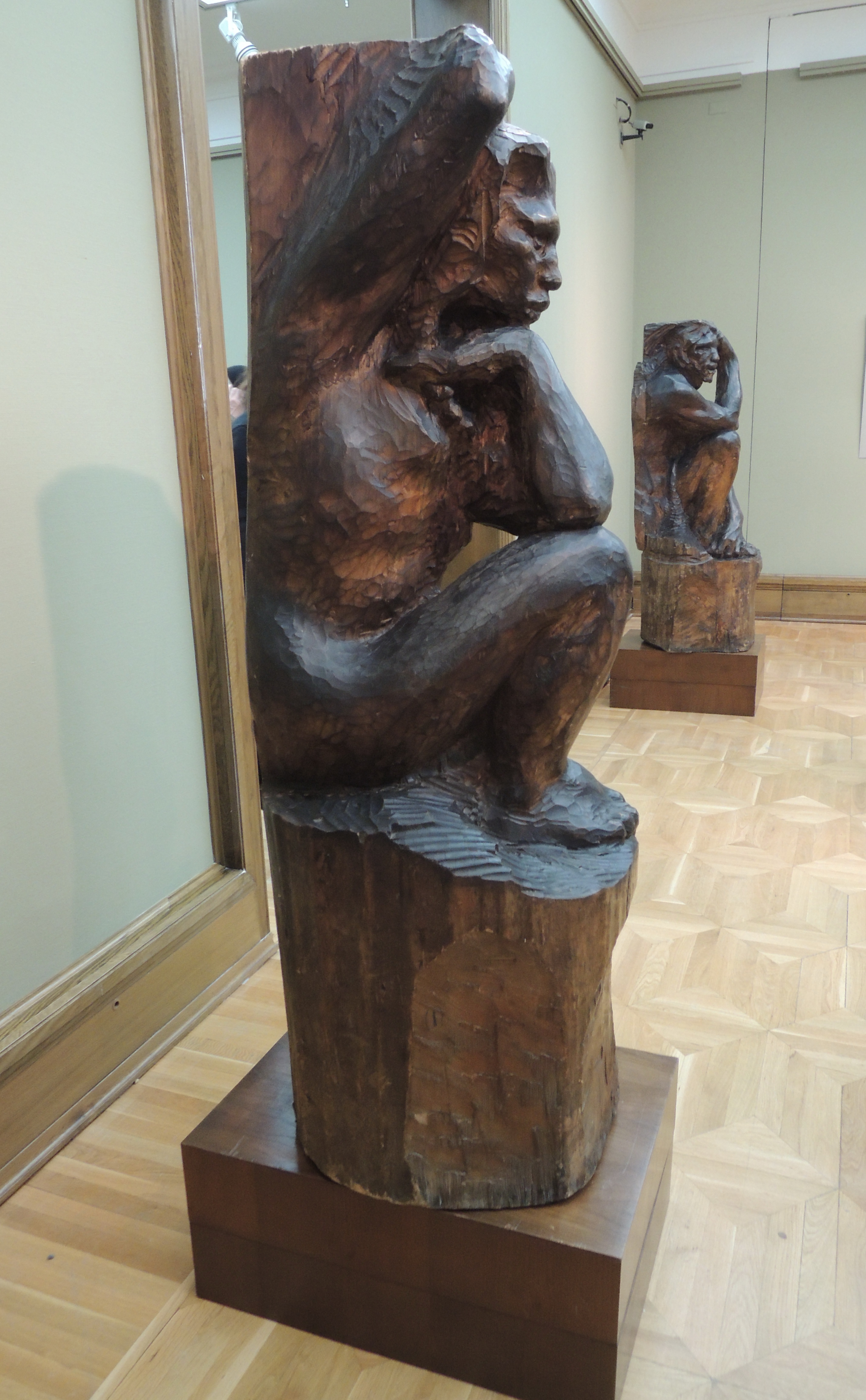
Кариатиды для камина, дерево, 1911
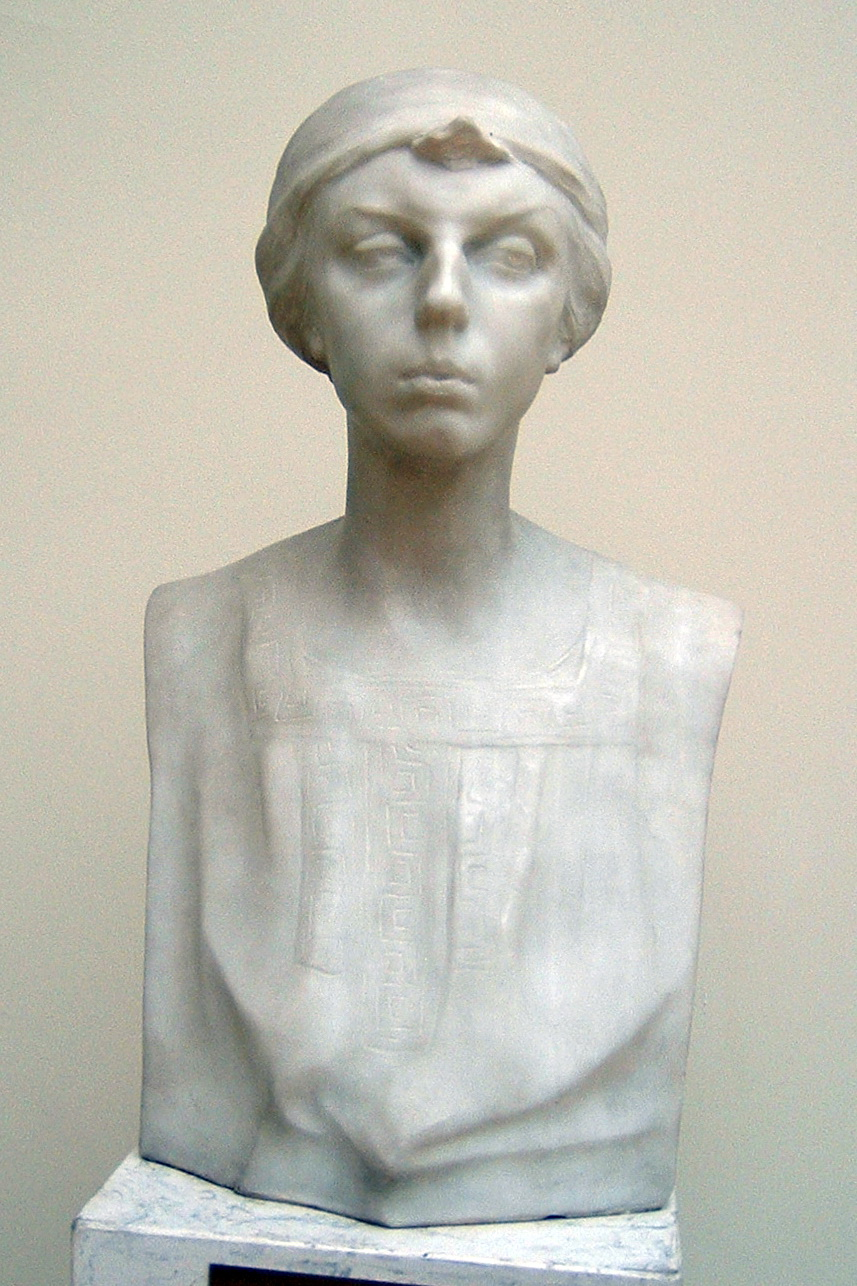
Евфимия Павловна Носова, урождённая Рябушинская, 1912
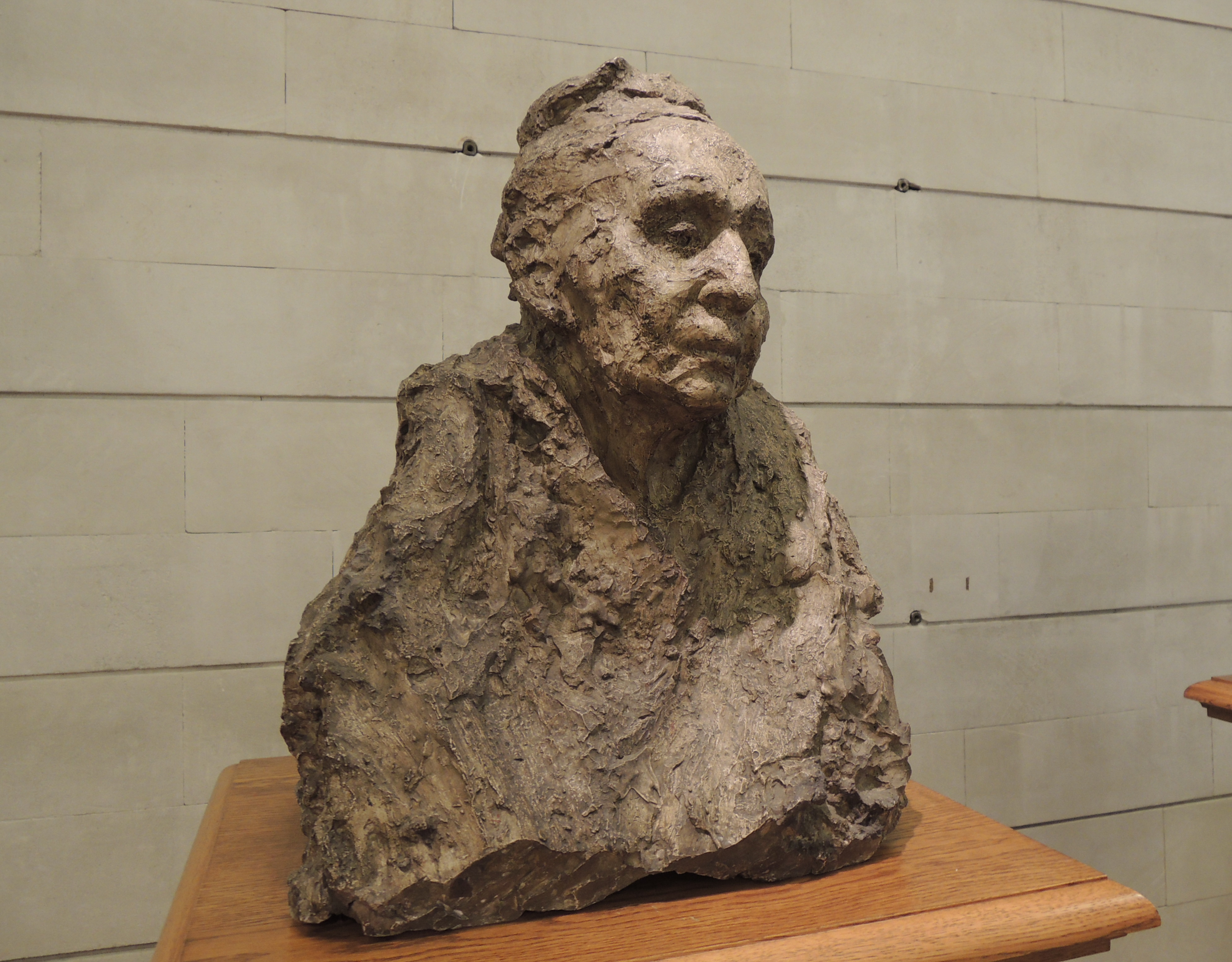
Бюст Шарлотты Андреевны Брокар.
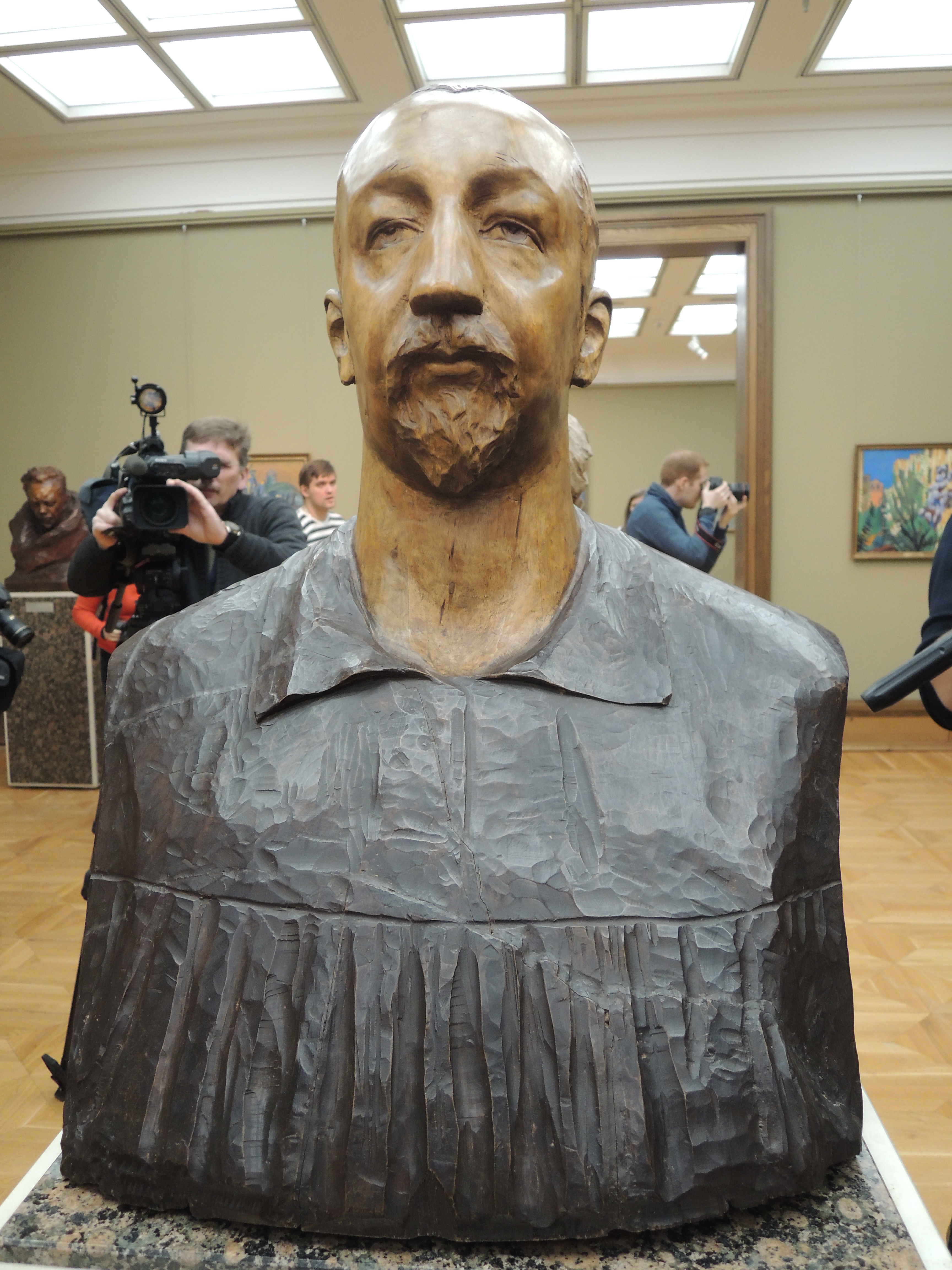
Бюст философа Владимира Францевича Эрна (1882—1917). Не позднее 1917.
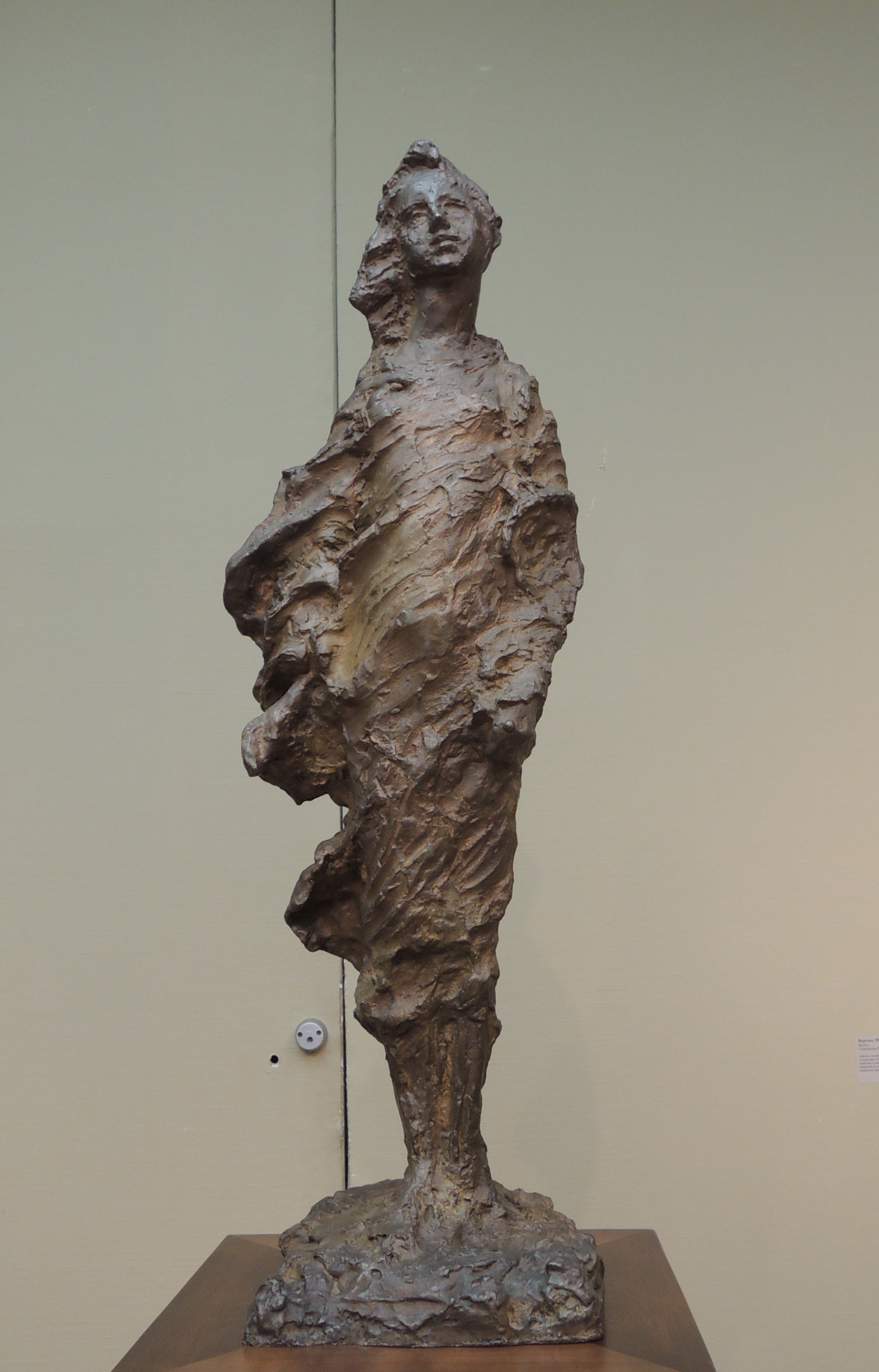
Березка, 1927 (последняя работа мастера)

## Другие работы
- ММГ — Музей-мастерская А. С. Голубкиной в Москве.
- ГРМ — Государственный Русский музей.
- ГТГ — Государственная Третьяковская галерея.

- «Портрет М. Ю. Лермонтова» (1900—1901)
- «Портрет Л. Н. Толстого» (1927)
- «Портрет К. Маркса» (1905)
- Портрет писателя А. М. Ремизова (1910, ГТГ, дерево)[Комм. 1].
- Гипсовый бюст юриста С. А. Муромцева
- Мраморный бюст врача Г. А. Захарьина
- Портрет М. А. Волошина  — камея из слоновой кости,  ММГ.
- «Портрет Е. Д. Никифоровой» (мрамор, 1909, ГРМ).
- «Раб» (1909)
- «Идущий человек» (1903)
- «Рабочий» (1900)
- «Железный» (1897)
- «Старость» (1897)
- «Две» (мрамор, 1910).
- «Лисичка» (1909)[Комм. 2].
- «Мать и дети» — «Пленники» (мрамор, 1908, ММГ).
- «Нина» (мрамор, 1907, ММГ).
- «Ломовик» — дерево, 1909, ГРМ.
- «Человек» — гипс, 1909, ММГ[Комм. 3].
- «Голова старухи». — «Старая» (мрамор, 1908, ГТГ).
- «Огонь» (бронза, 1900—1901, ММГ).
- «Лужица» — бронза, 1910, ММГ.
- «Задумчивость» («Кустики») — гипс, 1910,
- «Дети» («Кочка») гипс, 1910, ММГ.
- «Полет» («Птицы») гипс, 1910, ММГ.
- Сидящий человек. 1912. Гипс тонированный

## Музеи
- Музей-мастерская А. С. Голубкиной в Москве по адресу: Большой Лёвшинский переулок, дом 12.
- Дом-музей Голубкиной в Зарайске.

## Выставки
- 2020 год — «Стихии Анны Голубкиной» (Самарский Музей модерна, самарский филиал Государственной Третьяковской галереи)